# Karyofyllia Karabeti
Karyofyllia Karabeti (griechisch Καρυοφυλλιά Καραμπέτη, * 4. Juli 1958 in Doxa, Gemeinde Didymoticho, Region Ostmakedonien und Thrakien) ist eine griechische Schauspielerin.

## Leben
Karabeti verbrachte ihre Kindheit in Doxa (Nordostgriechenland). Ihre Eltern waren Bauern. Als Karabeti 12 Jahre alt war, zog die Familie nach Thessaloniki. Dort machte sie nach der Schule eine Ausbildung zur Schauspielerin am National Theater Nordgriechenlands (Κρατικό Θέατρο Βορείου Ελλάδος) und begann in den 1980er Jahren ihre Karriere als Film- und Theaterschauspielerin. Heute lebt sie in Athen.

## Karriere
Sie spielt besonders häufig in klassischen Theaterstücken mit, unter anderem in Stücken von Tschechow, Shakespeare oder Brecht. Besonders bekannt ist sie für ihre Darstellung in altgriechischen Dramen von Euripides, Sophokles oder Aischylos.
Einem weiteren Publikum wurde sie in den 90er Jahren durch die Fernsehserie Rot gefärbtes Haar (Βαμμένα Κόκκινα Μαλλιά) bekannt, in der sie die Hauptrolle (Martha) spielte.
Von November 1997 bis Juli 1999 nahm sie an einer internationalen Tournee des Nationaltheaters (Εθνικό Θέατρο) teil, bei der sie auf der Bühne die Medea von Euripides und die Elektra von Sophokles verkörperte. Die Tournee führte durch die Türkei, Israel, Kanada, Dänemark, Portugal, Bulgarien, China, Japan und die USA.
2019 stellte sie die ältere Eftychia in dem gleichnamigen preisgekrönten Film dar, der mit über 600.000 verkauften Tickets der erfolgreichste Kinofilm Griechenlands in der Kinosaison 2019–2020 wurde. Der Film Eftychia schildert das Leben der griechischen Lyrikerin Eftychia Papagiannopoulou.

## Auszeichnungen
2019 wurde Karabeti der Preis des altgriechischen Dramas (Βραβείο Αρχαίου Δράματος) für ihre Darstellung der Königinmutter Atossa in Aischylos Tragödie Die Perser verliehen.

## Filmografie

### Spielfilme
- 1984: Ο έρωτας του Οδυσσέα (O erotas tou Odyssea, Die Liebe des Odysseus)
- 1986: Ο μελισσοκόμος (O melissokomos, Der Bienenzüchter von Theo Angelopoulos, als Spyros ältere Tochter)
- 1987: 120 ντεσιμπέλ (120 Dezibel - Der wahre Aufschrei)
- 1989: Το πέρασμα (To perasma, Die Durchfahrt)
- 1995: Ελεύθερη κατάδυση (Eleftheri katadysi, Freies Tauchen)
- 1998: Black Out
- 2000: Ο εργένης (O ergenis, Der Ledige)
- 2011: Ανοιχτά μικρόφωνα (Anixta mikrofona, Offene Mikrofone)
- 2019: Ευτυχία (Eftychia von Angelos Frantzis, als Eftychia Papagiannopoulou)
- 2021: Man of God (Mann Gottes von Jelena Popović, als Voula)
- 2023: Φόνισσα (Fonissa, Mörderin von Eva Nathena als die Mörderin)[6]

### Fernsehauftritte (Auswahl)
- 1992–1993 Βαμμένα Κόκκινα Μαλλιά (Vammena kokkina mallia, Rot gefärbtes Haar), in der Hauptrolle als Martha in 29 Episoden
- 2006–2007 Η τελευταία παράσταση (I teleftea parastasi, Die letzte Vorstellung), in der Hauptrolle als Eleni Lambeti in 9 Episoden
- 2019 Η ζωή εν τάφω (I zoi en tafo, Das Leben im Grabe, nach einem Roman von Stratis Myrivilis), als Antzou in 3 Episoden

## Theater (Auswahl)
- 1989 Drei Schwestern von Anton Tschechow (Offenes Theater, Ανοιχτό Θέατρο)
- 1995 Macbeth von Shakespeare
- 1997 Medea von Euripides (Nationaltheater, Εθνικό Θέατρο)
- 2004 Hamlet von Shakespeare
- 2010 König Ödipus von Sophokles
- 2015 Richard III. von Shakespeare[7]
- 2016 Die Dreigroschenoper von Brecht (Nationaltheater, Εθνικό Θέατρο)
- 2017 Die Perser von Aischylos
- 2017 Die Möwe von Anton Tschechow (Stadttheater Piräus, Δημοτικό Θέατρο Πειραιά)[2]
- 2018 Die Bakchen von Euripides
- 2019 Medea von Euripides (Nationaltheater, Εθνικό Θέατρο)